# Otophryne
Otophryne is een geslacht van kikkers uit de familie van de smalbekkikkers (Microhylidae). De groep werd voor het eerst wetenschappelijk beschreven door George Albert Boulenger in 1900.
Er zijn drie soorten die voorkomen in delen van Zuid-Amerika.

## Taxonomie
Geslacht Otophryne
- Soort Otophryne pyburni
- Soort Otophryne robusta
- Soort Otophryne steyermarki